# Väo
Väo (Duits: Faeht) is een subdistrict of wijk (Estisch: asum) binnen het stadsdistrict Lasnamäe in Tallinn, de hoofdstad van Estland. De wijk telde 127 inwoners op 1 januari 2020. De noordgrens van de wijk is de Peterburi tee, een onderdeel van de Põhimaantee 1, de snelweg van Tallinn via Narva naar Sint-Petersburg. Ten noorden van die weg liggen de wijken Tondiraba, Mustakivi, Seli en Priisle. Ten oosten van de wijk loopt de rivier Pirita. Aan de overzijde ligt de gemeente Jõelähtme. Aan de zuidkant grenst Väo aan de gemeente Rae. In het westen ligt de wijk Sõjamäe.

## Geschiedenis

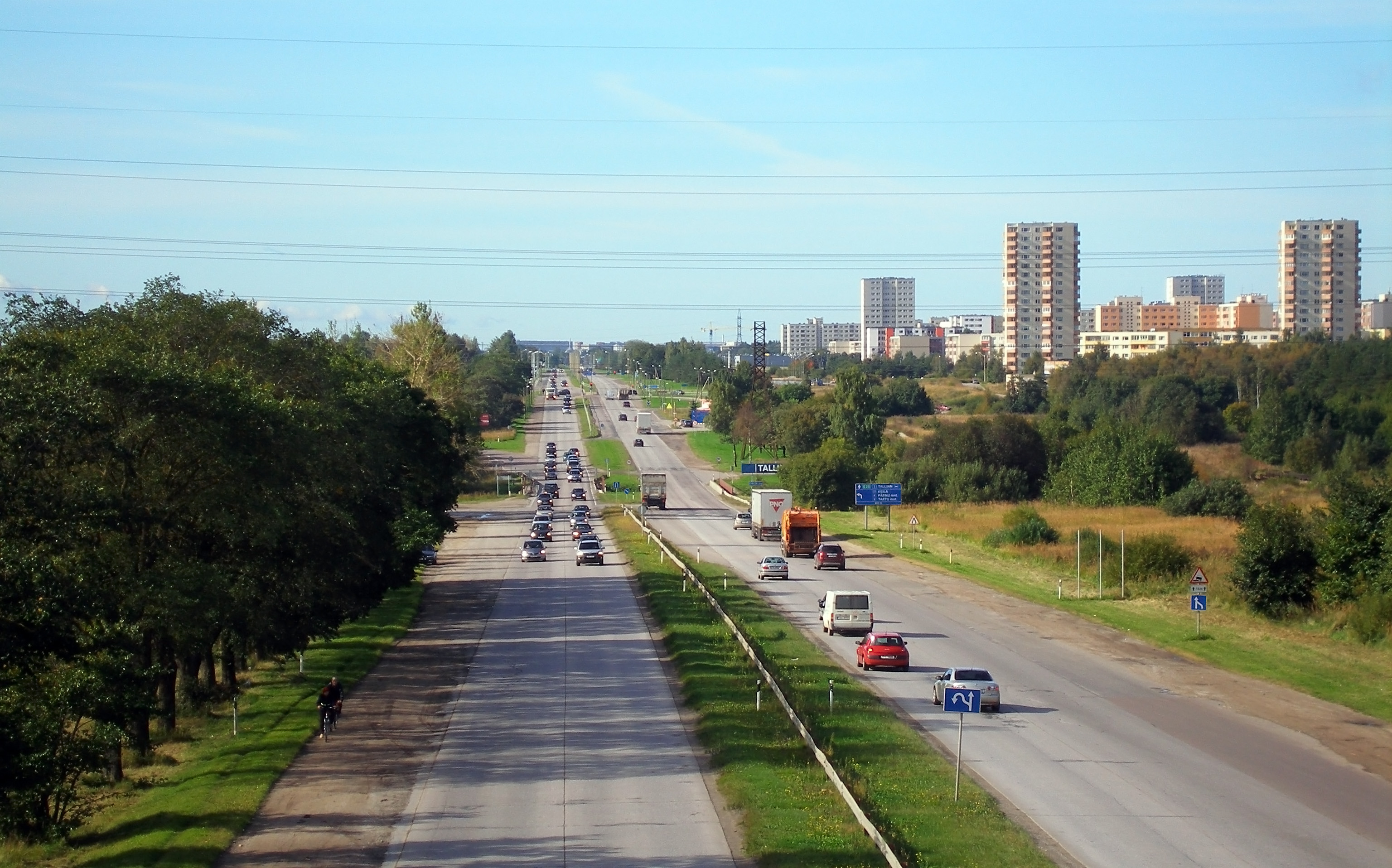
De Peterburi tee

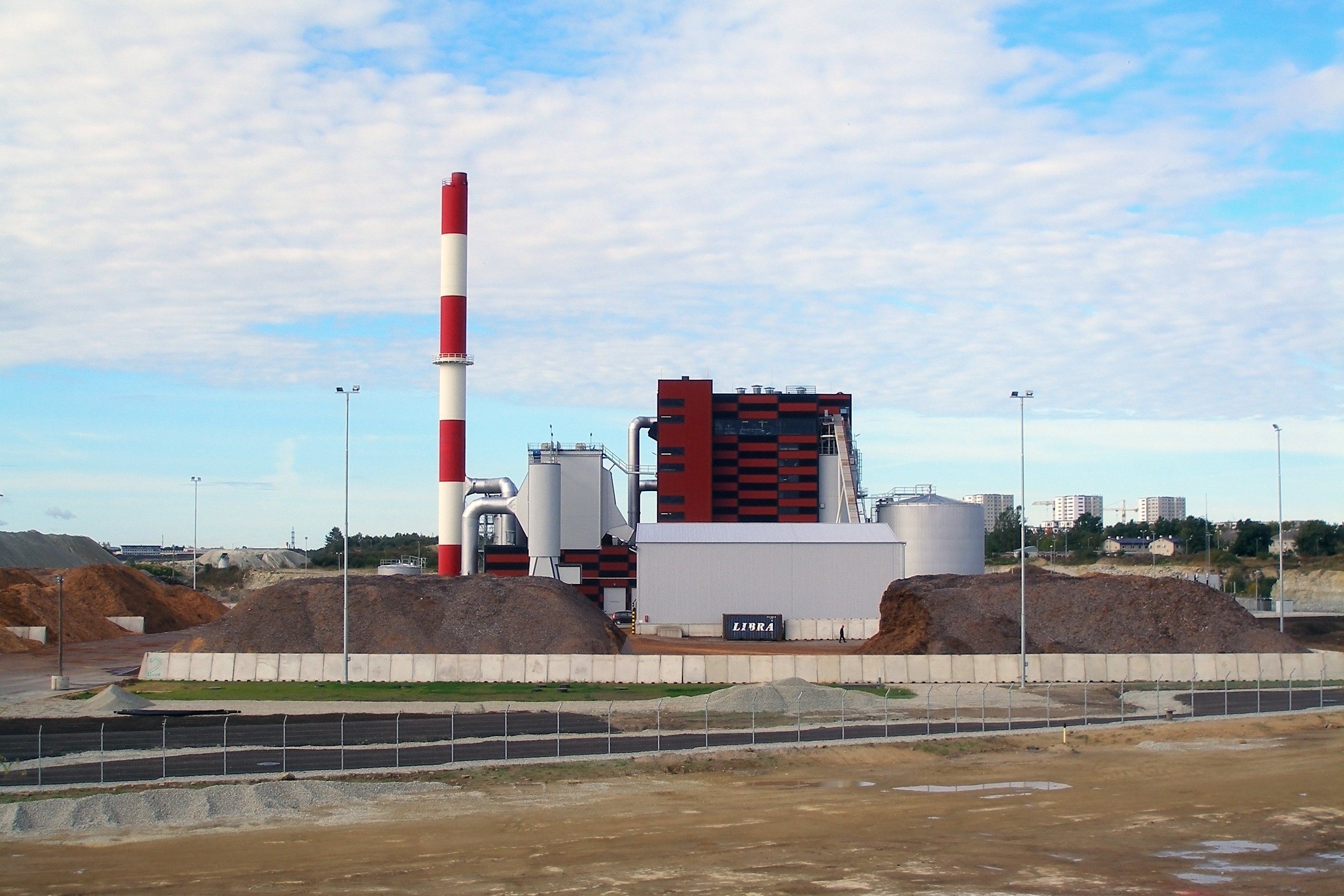
De warmte-krachtcentrale van Väo

Het dorp Väo werd voor het eerst genoemd in een oorkonde uit 1241 onder de naam Uvætho. Het dorp hoorde bij het landgoed Väo. In 1402 kocht de stad Tallinn het dorp en het landgoed van de Duitse Orde. In de 17e eeuw kwam het in het bezit van de rijke Baltisch-Duitse familie von Tiesenhausen, en na de Grote Noordse Oorlog kortstondig in dat van Aleksandr Mensjikov, de vertrouweling van tsaar Peter I van Rusland. In de 18e en 19e eeuw was het weer in het bezit van de stad Tallinn, al behoorde het niet tot de gemeente Tallinn. Vanaf 1816 lag het in de gemeente Jõelähtme (Duits: Jeglecht).
Het landhuis Väo lag op terrein dat nu de wijk Priisle is. Een tijdlang hoorde ook Iru erbij, dat tegenwoordig gesplitst is in het dorp Iru en de Tallinnse wijk Iru.
Het landhuis is afgebroken in de jaren tachtig van de 20e eeuw, toen in Priisle, net als in veel andere wijken van Lasnamäe, geprefabriceerde flats werden neergezet voor de vele immigranten van buiten Estland. Alleen enkele bijgebouwen en het park van het landhuis zijn nog over.
Väo zelf werd pas in 1975 bij Tallinn ingelijfd. Het is tegenwoordig vooral een industriegebied, waar maar weinig mensen wonen.

## Industrie
Lasnamäe ligt op een kalksteenplateau. In Väo wordt de kalksteen verwerkt tot stenen voor de bouw. Het bedrijf dat zich daarmee bezighoudt is Väo Paas OÜ.
In Väo liggen twee elektriciteits- en warmtecentrales van Utilitas Tallinna Elektrijaam OÜ, die geheel gevoed worden door biomassa in de vorm van houtsnippers en turf. De ene centrale is gebouwd in 2009, de andere in 2016.